# 550
549 (DL) var ett normalår som började en lördag i den julianska kalendern.

## Händelser

### Okänt datum
- I Kina slutar Östra Weidynastin och Norra Qidynastin börjar.
- Guptariket faller.
- Mayastaden Quiriguá grundas.

## Födda
- Bonifatius IV, påve 608–615.

## Avlidna
- Vishnu Gupta, den siste kungen av Guptadynastin i Indien.